# 王汝林
王汝林（1932年7月—2004年12月30日），字襄柏，男，上海人，中华人民共和国政治人物，曾任冶金工业部副部长，中国冶金建设集团公司董事长、总经理，第八、九届全国政协委员。